# Telmatogeton antipodensis
Telmatogeton antipodensis är en tvåvingeart som beskrevs av James E. Sublette och Wirth 1980. Telmatogeton antipodensis ingår i släktet Telmatogeton och familjen fjädermyggor. Inga underarter finns listade i Catalogue of Life.